# Мініатюризація (біологія)
Мініатюризація (англ. miniaturisation, від miniature - мініатюра, щось дуже маленьке), або зменшення розмірів тіла — широко поширений напрямок еволюції тварин.

## Адаптивне значення мініатюризації
Зменшення розмірів дозволяє використовувати малі кількості ресурсів та енергії, жити в мікроумовах, що неможливо при великих розмірів. Для жуків це можливість жити в мікрокавернах і мікротріщинах ґрунтоутворюючих субстратів. Для яйцеїдів це можливість розвиватися в більш дрібних яйцях або більшою кількістю особин в одному яйці. В них немає конкурентів, крім великих хижаків, що харчуються яйцями комах. А основні конкуренти маленьких жуків - кліщі не здатні до польоту (крім форезії) і тому програють по швидкості заселення субстрату.

## Ступені мініатюризації
Виділять три ступені мініатюризації (в комах):
- Перший ступінь характеризується збереженням всіх функцій життєдіяльності на всіх стадіях життєвого циклу. Він характерний для вільноживучих організмів (наприклад, Ptiliidae).
- Другий визначається втратою функцій на одній зі стадій життєвого циклу. Наприклад, більшість Mymaridae, імаго яких зберігають всі життєві функції, а личинки, крім першого віку, позбавлені органів чуття, руху.
- Третій, характеризується втратою функцій на всіх стадіях життєвого циклу. Наприклад, самець Dicopomorpha echmepterygis позбавлений зору, харчування, польоту.

Другий ступінь стає можливим завдяки явищу стадійної олігомеризації. Третя - завдяки статевому диморфізму.
Ступені мініатюризації не тільки визначають кількість і характер морфологічних змін, але й, головне, визначають перетворення, що сприяють мініатюризації і фактори, лімітуючі подальше зменшення розмірів.

## Мініатюризаціячленистоногих

### Мініатюризаціякліщів
Кліщ Paratarsotomus macropalpis (родина Anystidae) довжиною 0,7 мм є найшвидшою наземною твариною по відношенню до власної довжини ( за секунду він долає дистанцію, еквівалентну 322 довжинам його тіла). Ця швидкість ймовірно забезпечується мініатюризацією.

## Мініатюризаціяхордових
11 видів хамелеонів з роду Brookesia, що відомі своїми дуже маленькими розмірами (22-48 мм у довжину, включно із хвостом). На сьогодні вважається,що це зменшення розмірів у Brookesia викликане географічною ізоляцією о. Мадагаскар, адже при географічній ізоляції зменшення розмірів дозволяє зайняти нові екологічні ніші.